# 5588 Jennabelle
Az 5588 Jennabelle (ideiglenes jelöléssel 1990 SW3) a Naprendszer kisbolygóövében található aszteroida. Brian Roman fedezte fel 1990. szeptember 23-án.